# 바이런 멀롯
바이런 이바 멀롯(Byron Ivar Mallott, 1943년 4월 6일 ~ 2020년 5월 8일)은 미국의 정치인으로 제12대 알래스카주 부지사이다. 알래스카 원주민 가운데 하나인 틀링깃족 출신이다.

## 학력
- 웨스턴워싱턴 대학교 졸업

## 경력
- 1965년 ~ 1966년 알래스카주 야쿠타트 시장
- 1972년 ~ 1974년 알래스카주 상무공동체경제개발부 위원
- 1994년 10월 4일 ~ 1995년 2월 13일 알래스카주 주노 시장
- 2014년 12월 1일 ~ 2018년 10월 16일 제12대 알래스카 부지사
- 알래스카 원주민 연맹 회장
- 알래스카 영구 기금 전무이사

## 역대 선거 결과
| 선거명      | 직책명                        | 대수 | 정당   | 득표율 | 득표수    | 결과 | 당락                 |
| ----------- | ----------------------------- | ---- | ------ | ------ | --------- | ---- | -------------------- |
| 1968년 선거 | 하원의원 (알래스카 제5선거구) | 6대  | 민주당 | 49.16% | 673표     | 2위  | 낙선                 |
| 1994년 선거 | 주노 시장                     | 9대  | 무소속 | 76.46% | 7,968표   | 1위  | 주노 시장 당선       |
| 2014년 선거 | 알래스카 부지사               | 12대 | 무소속 | 48.10% | 134,658표 | 1위  | 알래스카 부지사 당선 |
| 2018년 선거 | 알래스카 부지사               | 13대 | 무소속 | 2.03%  | 5,757표   | 3위  | 낙선                 |